# Syntaza tlenku azotu

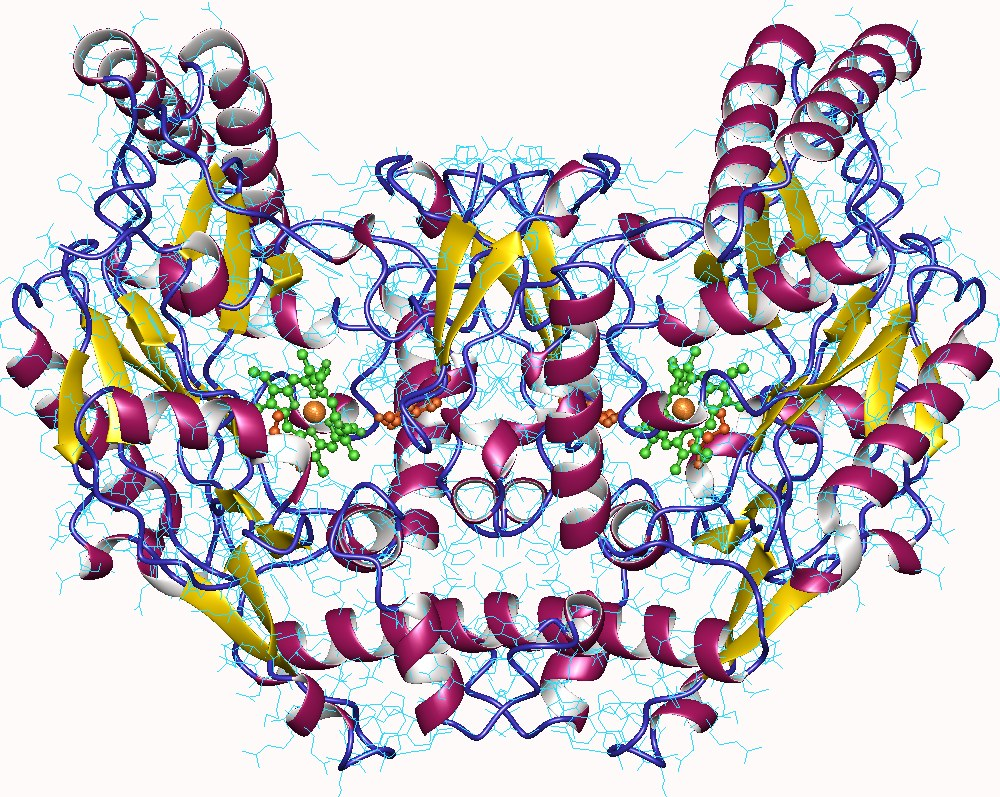
Struktura dimerycznej ludzkiej syntazy tlenku azotu

Syntaza tlenku azotu (NOS, EC 1.14.13.39) – enzym przeprowadzający reakcję syntezy tlenku azotu(II) z reszty azotowej aminokwasu L-argininy w obecności NADPH i tlenu cząsteczkowego. NOS jest jedynym znanym białkiem enzymatycznym wiążącym się z FAD, FMN, hemem, tetrahydrobiopteryną (BH4) i kalmoduliną.

## Klasyfikacja
Obecności NOS w komórkach jako pierwsi dowiedli w doświadczeniach na króliczych aortach odkrywcy czynnika EDRF (czyli NO) Furchgott i Zawadzki w 1980 roku. Od tego czasu stwierdzono istnienie różnych typów syntazy tlenku azotu u wielu organizmów. Klasyfikacja NOS człowieka przedstawia się następująco: 
| Nazwa                                                                           | Geny                | Locus                                  | Opis |
| Neuronalna NOS (nNOS lub NOS1)                                                  | NOS1                | 12 q24.22                              | Synteza NO w tkankach nerwowych ośrodkowego i obwodowego układu nerwowego; sygnalizacja międzykomórkowa.                                                                    |
| Indukowalna NOS (iNOS lub NOS2)                                                 | NOS2A, NOS2B, NOS2C | 17 q11.2-q12, 17p13.1-q25, 17p13.1-q25 | Komórki układu odpornościowego, komórki układu sercowo-naczyniowego. Wolnorodnikowe właściwości NO używane są przez makrofagi do niszczenia patogenów.                      |
| Endotelialna NOS (śródbłonkowa NOS, eNOS lub NOS3 albo konstytutywna NOS, cNOS) | NOS3                | 7 q36                                  | Synteza NO w naczyniach krwionośnych, regulacja funkcji naczyń. Jest konstytutywna, co oznacza, że dostarcza stałą, niezależną od czynników indukujących syntezę, ilość NO. |

## Funkcja

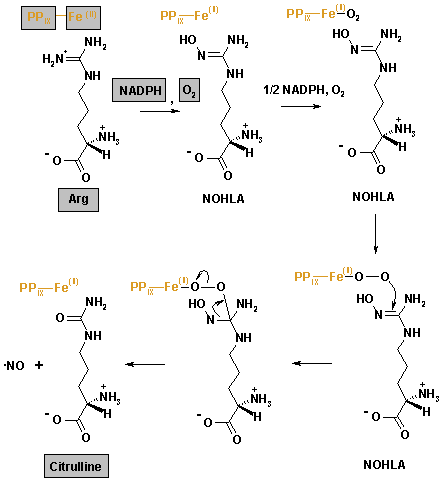
Mechanizm reakcji katalizowanej przez syntazy tlenku azotu.

Syntaza tlenku azotu produkuje NO katalizując reakcję pięcioelektronowej oksydacji azotu L-argininy (L-Arg). Oksydacja L-Arg do L-cytruliny zachodzi poprzez dwa etapy monooksygenacji, produktem pośrednim jest Nω-hydroksy-L-arginina (NOHLA). 2 mole O2 i 1,5 mola NADPH jest zużywanych do syntezy 1 mola NO.
L-Arg + NADPH + H+ + O2 → NOHLA + NADP+ + H2O
NOHLA + ½ NADPH + ½ H+ + O2 → L-cytrulina + ½ NADP+ + NO + H2O

## Budowa
Wszystkie trzy izoformy enzymu (z których każda aktywowana funkcjonuje jako homodimer) posiadają C-końcową domenę o aktywności reduktazowej, homologiczną do białka reduktazy cytochromu P450. Na N-końcu znajduje się domena oksygenazowa zawierająca hem jako grupę prostetyczną, w środku łańcucha polipeptydowego NOS znajduje się natomiast domena wiążąca kalmodulinę. Związanie kalmoduliny działa jak "molekularny przełącznik", umożliwiając przepływ elektronów z reszty flawinowej grupy prostetycznej na domenę reduktazową połączoną z hemem. Proces ten ułatwia przekształcenie O2 i L-argininy w NO i L-cytrulinę. Domena oksygenazowa każdej izoformy NOS zawiera także jako grupę prostetyczną tetrahydrobiopterynę (BH4), niezbędną do wydajnej syntezy NO. Inaczej niż w przypadku innych enzymów wykorzystujących BH4 jako źródło równoważników redukujących, co wymaga reakcji reduktazy dihydrobiopterynowej (EC 1.5.1.33), BH4 w NOS ma za zadanie aktywować przyłączony do hemu tlen przez dostarczenie pojedynczego elektronu, który odzyskany później umożliwia uwolnienie zsyntetyzowanej cząsteczki NO.
Pierwsze białko enzymatyczne o aktywności syntazy NO zidentyfikowano w tkance nerwowej, ostatnią poznaną izoformą był izoenzym śródbłonkowy. Początkowo enzymy klasyfikowano jako ulegające konstytutywnej ekspresji i Ca2+-wrażliwe, ale obecnie wiadomo, że NOS występują w wielu różnych typach komórek i że ich ekspresja jest uzależniona od bardzo wielu czynników.
W przypadku NOS1 i NOS3 fizjologiczne stężenia Ca 2+ w komórce regulują wiązanie kalmoduliny, przez co inicjują przepływ elektronów z grup flawinowych na grupę hemu. W przypadku iNOS i NOS2 kalmodulina pozostaje ściśle związana z domeną wiążącą białka nawet przy niskich śródkomórkowych stężeniach Ca2+, będąc w zasadzie podjednostką tego izoenzymu.